# 范阳起兵
范阳起兵，唐玄宗天宝十四载（755年）十一月，范阳、平卢、河东三镇节度安禄山在范阳郡（今北京城西南）起兵反叛唐朝。
营州柳城胡人安禄山，会六种少数民族语言，开始担任互市牙郎，从军后，因骁勇多智，被幽州节度使张守珪任为捉生将，收为养子，被提升为平卢讨击使。他贿赂朝廷派往河北的使臣。天宝元年（742年），升为平卢节度使，他通过虚报军功、献媚皇帝、贿赂朝臣，得唐玄宗的信任，在天宝三载兼范阳节度使、河北采访使。他骗取唐玄宗和杨贵妃等人的宠信和支持，杨貴妃还收他为养子。天宝十载，又兼河东节度使，掌握了今河北省、辽宁省西部、山西省北部的军事、民政及财政大权。安禄山多次入朝，见内地兵力空虚，朝廷腐败，自己掌握了全国近三分之一的军队，就萌生了举兵作乱、夺取天下的野心。他派亲信入京，探听朝廷情报；养战马数万匹，准备大量兵器和粮草；以高尚、严庄等为心腹，以史思明、蔡希德、崔乾祐等为骨干。以同罗、奚、契丹等族降人八千余骁勇将士，组成亲军，号称“曳落河”；提升自己的亲信为将领，并以番将三十二人取代汉将。安禄山在天宝十四载十一月初九，诈称奉朝廷密旨，率兵入朝讨伐杨国忠，在范阳起兵造反。他以范阳节度副使贾循守范阳，平卢节度副使吕知诲守平卢，别将高秀岩守大同（今山西朔州市东北），巩固后方基地。他亲自率所部番汉兵，和同罗、奚、契丹、室韦等族兵共十五万，号称二十万，于当天夜晚出发，自蓟城（范阳郡治，今北京城西南）南下，杀向洛阳、长安，安史之乱爆发，并成为唐朝由盛而衰的轉捩點。